# Vincent Lunabek
Vincent Lunabek, né vers 1965, est un juge vanuatais, président de la Cour suprême de Vanuatu (en) depuis 2001.

## Biographie
Dans les années qui suivent l'indépendance de ce qui était le condominium franco-britannique des Nouvelles-Hébrides, devenu en 1980 la république de Vanuatu, il suit des études françaises de droit. Il devient greffier en chef de la Cour suprême puis, en 1996, juge à la Cour suprême alors présidée par Charles Vaudin d'Imécourt ; Kalkot Mataskelekele y est nommé juge en même temps que lui,. Peu après, le gouvernement annule le visa de Charles Vaudin d'Imécourt, et Vincent Lunabek devient président de la Cour par intérim. En 2001, il devient formellement président de la Cour. Il est le premier Vanuatais autochtone à présider la Cour suprême.
En janvier 2001, lorsque le Premier ministre Barak Sopé fait expulser le journaliste Marc Neil-Jones du pays pour avoir révélé un acte de fraude de sa part, Vincent Lunabek casse son arrêté d'expulsion ; Marc Neil-Jones revient au Vanuatu, tandis que Barak Sopé est par la suite condamné à trois de prison pour fraude,. En avril 2001, débloquant une situation de paralysie politique, il ordonne au président du Parlement Paul Ren Tari de permettre une session parlementaire pour que soit débattue une motion de censure contre le gouvernement Sopé. Paul Ren Tari refuse, au prétexte que la motion aurait besoin d'être amendée. Informé qu'il risque d'être arrêté pour outrage au tribunal, il finit par céder et, sous la surveillance de policiers, préside à une session du Parlement le 13 avril. Les députés adoptent la motion qui destitue le gouvernement Sopé, et élisent Edward Natapei Premier ministre.
En juin 2011, il déclare nulle et non avenue l'élection en décembre 2010 du premier ministre Sato Kilman, celle-ci n'ayant pas été conforme aux dispositions sur le vote des députés à bulletin secret prévues par l'article 41 de la Constitution. Edward Natapei est restauré premier ministre par intérim, chargé de convoquer le Parlement pour l'élection d'un nouveau Premier ministre.